# 葛粉

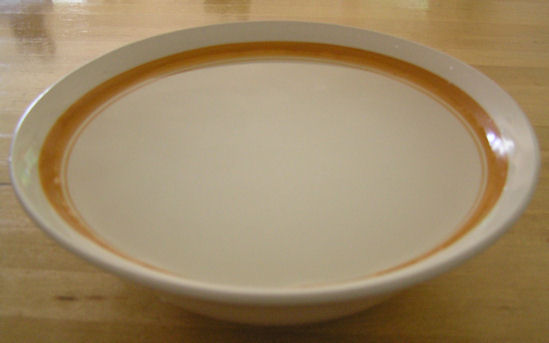
葛粉糖水

葛粉，又稱葛根粉，是由葛屬植物的根部提取出來的澱粉，常用於甜點製作，尤其於日式和菓子。
坊間也有人將葛粉加糖及熱水攪勻，製成葛粉糖水。